# Mènal (ciutat)
Mènal (grec antic: Μαίναλος, en llatí: Maenalus) fou una ciutat d'Arcàdia que va formar part del territori de Megalòpolis a partir de la fundació d'aquesta ciutat. Era capital del districte de Menàlia (Maenalia). La ciutat era en runes en temps de Pausànies. Podria ser a la vora de la moderna Davià, on hi ha unes ruïnes, però d'altres pensen que corresponen a Dipea. Donava nom a la serra de Mènal, de la qual Mènal era l'heroi epònim.